# Tak en de kracht van Juju
Tak en de kracht van Juju (Engels: Tak and the power of Juju) is een 3D-animatie van Nickelodeon die is gebaseerd op de gelijknamige game. De première van de show was op 31 augustus 2007 op de Amerikaanse Nickelodeon, in Nederland debuteerde de serie op 25 april 2008.

## Verhaal
Tak, het hoofdpersonage, leeft samen met zijn Pupununu-stam in de jungle. Op een dag redt hij de stam van het kwaad en krijgt hierdoor van de baas van de stam een kracht die Juju heet.

## Cast in Amerika en Nederland

### Mensen
- Tak (Hal Sparks), Nederlandse stem Jeroen van Wijngaarden
- De Baas (Maurice LaMarche), Nederlandse stem Hero Muller
- Lok (Patrick Warburton), Nederlandse stem Louis van Beek
- Jeera (Kari Wahlgren), Nederlandse stem Kirsten Fennis
- Keeko (John DiMaggio), Nederlandse stem Jürgen Theuns
- Banutu Steven Jibolba (Lloyd Sherr), Nederlandse stem Ruud Drupsteen
- Zaria (Dannah Feinglass)
- Log Hermit (Maurice LaMarche)
- Gemaskerde man (Lloyd Sherr)
- Slog (Megan Cavanagh)
- Blod en Bleeta Oongatchaka (Rene Mujica en Kari Wahlgren)
- Chaka en Oonga Oongatchaka (Mindy Sterling en Lloyd Sherr)
- Baas Zogsnob (Jeff Bennett)
- Baas Tina-Tina (Melanie Chartoff)
- Donna en Linda (April Winchell en Dannah Feinglass)
- Navis (Kari Wahlgren)

### Juju's
- Belly Juju (Maurice LaMarche)
- Bug Juju (Wayne Knight)
- Bulldrafish Juju (Maurice LaMarche, Dannah Feinglass en Rob Paulsen)
- Dinky Juju (Maurice LaMarche)
- Gremlin Juju (Jeff Bennett)
- Guess Who Juju (Hal Sparks)
- Judge Juju (Rob Paulsen)
- Killjoy Juju (Mary Birdsong)
- Love Juju (Danielle Schneider)
- Party Juju (Dead Juju in het spel) (Rob Paulsen)
- Psychic Juju (Mind-Reader Juju in het spel) (S. Scott Bullock)
- Pugnacious Juju (Kirk Ward)
- Really, Really, Revolting Juju (Hal Sparks)
- Repugnant Juju (Dannah Feinglass)
- Repulsive Juju (John DiMaggio)
- Roadkill Juju (John DiMaggio)
- Spider Juju (Maurice LaMarche)
- Vendor Juju (Nick Jennings)

## Afleveringen

### Seizoen 1
- Dit seizoen begon op 31 augustus 2007 en eindigde op 1 november 2008.
- Vijf halve afleveringen verschenen als deel van de Pupu-New, New, New, New, New Week.

1. Woodiefest/Loser.
2. A Shaman's Shaman/The Gift.
3. The Three Chiefs/The Party.
4. The Beast/To Zaria With Love.
5. Zaria's in Change/Bad Luck's Back.
6. This Bites/Chief?
7. Big Bross Brawl/Our Favorite Juju.
8. Love Hurts/Frien-e-mies.
9. The Littlest Gratch/Lok the Offender.
10. Joy Ride/Step Juju.
11. Great Juju Impersonator/Boom! Bang! Boom!
12. Pugnacious No More/Little Chief.
13. Tikis of War/Hairy Zaria.
14. Mofather/Big Love.
15. Ball of Wax/Testing Jibolba.
16. Bad Medicine/Beautiful Girls.
17. Ball Boy/The Lost Boys.
18. Girls Only/Secession.
19. Nice Calves/Double Tak.
20. Sheep Dip/Slog the Babysitter.

### Seizoen 2
- Dit seizoen begon op 8 november 2008.

1. Feathers/Sans Sherriff.
2. Giant Chief/Shrink A Dink.
3. Destiny Schmestiny, deel 1.
4. Destiny Schmestiny, deel 2.
5. Break This/Pack of Apes.
6. New Pet/Tak's Monster.

## Verschillen met het spel
- Jason Marsden sprak de stem in van Tak in het spel, Hal Sparks doet dit in de serie.
- John Kassir sprak de stem in van Jibolba in het spel, Lloyd Sherr doet dit in de serie.
- In het spel heet de stam "Pupanunu", in de serie "Pupununu".
- In het spel heet Party Juju "Dead Juju", met de stem van Rob Paulsen.
- In het spel heet Psyschic Juju "Mind-Reader Juju", met de stem van Rob Paulsen in plaats van S. Scott Bullock.
- In het spel heet Traloc "Tlaloc", met de stem van Rob Paulsen in plaats van Jeff Bennett.